# يو يوكوياما
يو يوكوياما (باليابانية: 横山裕) هو مغني وممثل ياباني، ولد في 9 مايو 1981 في اليابان.

## وصلات خارجية
- يو يوكوياما على موقع IMDb (الإنجليزية)
- يو يوكوياما على موقع ميوزك برينز (الإنجليزية)